# Projeto A-150
O Projeto A-150, popularmente chamado de Classe Super Yamato, foi uma planejada classe de couraçados para a Marinha Imperial Japonesa. Foram projetados para serem qualitativamente superiores a outros couraçados que poderiam enfrentar em batalha, como por exemplo dos Estados Unidos ou Reino Unido, seguindo uma longa tradição da Marinha Imperial. Para esse fim, a classe seria armada com seis canhões de 510 milímetros, que seriam as maiores armas já instaladas em navios de guerra na história. Os trabalhos de projeto na A-150 começaram depois da Classe Yamato no final da década de 1930 e foram praticamente finalizados no início de 1941, época em que os japoneses começaram a focar em porta-aviões e outras embarcações pequenas em preparação para a Segunda Guerra Mundial. Nenhum navio do Projeto A-150 teve sua construção iniciada e muitos detalhes de suas especificações foram destruídos pelos próprios japoneses no final da guerra.

## Antecedentes
O governo do Japão iniciou uma mudança para o ultranacionalismo na década de 1930. Planejadores imaginaram um império que ia desde o Japão até as colônias europeias ricas em recursos naturais do Sudeste Asiático, além de ilhas defensáveis no Oceano Pacífico, a chamada Esfera de Coprosperidade da Grande Ásia Oriental. As enormes distâncias envolvidas e a probabilidade dessa expansão levar a um confronto com os Estados Unidos fez os japoneses a construírem uma grande frota naval que poderia tomar e manter esses territórios. Os norte-americanos apresentavam-se como um problema em particular, pois possuíam um poderio industrial muito maior e por vários membros proeminentes do Congresso dos Estados Unidos terem prometido "construir mais que o Japão três para um em uma corrida naval".
A Marinha Imperial Japonesa tinha reconhecido desde pelo menos 1896 que o país não poderia ter uma produção industrial maior que seus oponentes, assim insistiu que seus navios deveriam ser mais poderosos que equivalentes de outras marinhas. Isto estabeleceu uma liderança qualitativa que apareceu em vários momentos pelos quarenta anos seguintes, como os cruzadores de batalha da Classe Kongō, os couraçados da Classe Nagato e os couraçados da Classe Yamato. As embarcações do Projeto A-150 foram projetadas de acordo com essa doutrina a fim de continuar a superioridade qualitativa dos couraçados japoneses sobre seus oponentes mais prováveis, os Estados Unidos e Reino Unido.
Conceitos iniciais daquilo que se tornaria o Projeto A-150 tinham oito ou nove canhões de 510 milímetros em torres de artilharia duplas ou triplas, pois a construção bem-sucedida em 1920–1921 de um canhão de 480 milímetros deixou os japoneses confiantes que um arma tão grande assim poderia ser construída. Os projetistas esperavam dar aos navios uma velocidade máxima de trinta nós (56 quilômetros por hora), o que lhes daria uma margem confortável sobre os couraçados norte-americanos da Classe North Carolina, que chegavam a apenas 27 nós (cinquenta quilômetros por hora). Entretanto, essas especificações foram reduzidas quando testes culminaram em uma embarcação que teria um deslocamento de aproximadamente 91 mil toneladas; foi achado que couraçados desse tamanho seriam "muito grandes e muito caros".
Estudos formais começaram por volta de 1938 e 1939. Os projetistas inicialmente se focaram em um navio que tivesse um deslocamento próximo da predecessora Classe Yamato, dos quais os planos já tinham sido completados, porém carregando canhões de 510 milímetros. Como os japoneses esperavam que os norte-americanos determinariam as características da Classe Yamato, especialmente seu armamento principal de canhões de 460 milímetros, que se tornariam as maiores armas navais em uso no mundo, eles acreditavam que canhões de 510 milímetros seriam superiores a qualquer resposta que os Estados Unidos poderiam criar às armas da Classe Yamato.

## Características
Os planos para o Projeto A-150 foram finalizados no início de 1941. Entretanto, eles foram destruídos ao final da Segunda Guerra Mundial junto com a maior parte da documentação relacionada à classe. A destruição geral dos registros e os grandes esforços japoneses, tanto antes quanto durante a guerra, para impedir que quaisquer informações sobre os navios chegasse nas mãos de outros países, faz com que exista uma quantidade limitada de informações disponíveis para os historiadores. Por exemplo, é por isso que as especificações exatas do Projeto A-150 ainda são motivo de debate. O deslocamento seria similar à Classe Yamato, ficando em por volta de 71 mil toneladas, enquanto o cinturão de blindagem provavelmente teria 457 milímetros de espessura. Isto era tão grande que siderúrgicas no Japão seriam incapazes de produzi-lo. Em vez disso, duas camadas de placas de blindagem seriam usadas, mesmo com isso reduzindo a eficiência quando comparada a uma única placa de mesma espessura total.

### Armamentos
O Projeto A-150 teria uma bateria principal de seis canhões calibre 45 de 510 milímetros em três torres de artilharia duplas. Esses teriam sido os maiores canhões já instalados em um navio capital na história, muito maiores que os de 460 milímetros da Classe Yamato, o que fez com que os historiadores William H. Garzke e Robert O. Dulin argumentassem que os navios do Projeto A-150 teriam sido os "mais poderosos couraçados da história". Em 1941, um, possivelmente dois, dos canhões de 510 milímetros estavam sendo construídos no Arsenal Naval de Kure e projetos detalhados das torres foram desenhados. Elas pesariam 2 780 toneladas e cada arma pesaria por si só 227 toneladas. Elas teriam um comprimento total de 23,56 metros e um comprimento de gáugio de por volta de 22,84 metros. Seus projéteis perfurantes teriam pesado 1 950 quilogramas.
Não se sabe ao certo a composição dos armamentos secundários. Os historiadores Eric Lacroix e Linton Wells escreveram que os projetistas estavam considerando instalar uma grande quantidade de canhões de duplo-propósito Tipo 98 calibre 65 de 100 milímetros, porém isto não fora definido. Essas armas tinha uma elevação máxima de noventa graus, o que lhes dava um teto efetivo de onze quilômetros e um alcance horizontal de catorze quilômetros. Elas disparavam projéteis de treze quilogramas a uma velocidade de saída de 1 030 metros por segundo, porém desgastes no cano reduziam sua vida útil para apenas 350 disparos. Eram capazes de disparar de quinze a dezenove projéteis por minuto.

## Construção
Uma guerra contra os Estados Unidos ficou cada vez mais provável sobre a Segunda Guerra Sino-Japonesa, particularmente depois do Japão ter tomado a Indochina Francesa em meados de 1940. Dessa forma, todos os trabalhos no Projeto A-150 foram desviados, mesmo com o projeto em si estando quase completo, com o objetivo de focar em outros navios de guerra de maior prioridade, como porta-aviões e cruzadores. Duas embarcações, provisionalmente designadas como Número 798 e Número 799, foram planejadas para o programa de construção de 1942. Sob esse plano, o Número 798 teria sido construído na mesma doca que o Shinano em Yokosuka, enquanto o Número 799 teria sido construído em Kure na mesma doca do Yamato após um quarto navio da Classe Yamato ser lançado. Eles teriam sido finalizados em 1946 e 1947, porém a virada dos rumos da guerra contra o Japão depois da Batalha de Midway em 1942 fez com que a necessidade de outros navios diferentes de couraçados nunca desaparecesse.